# Apfelweibla

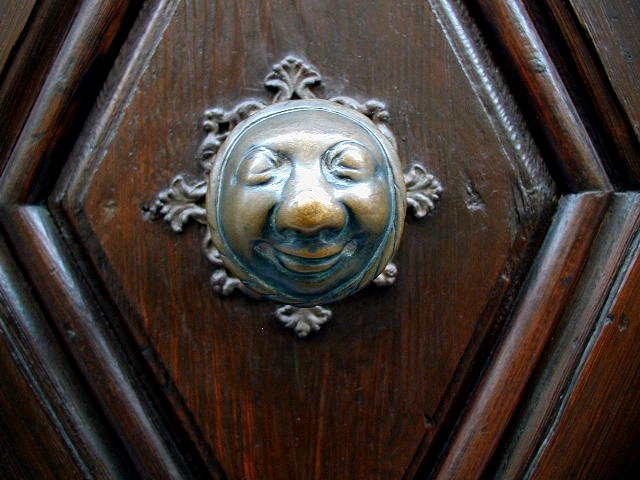
Apfelweibla (Abguss aus Bronze)

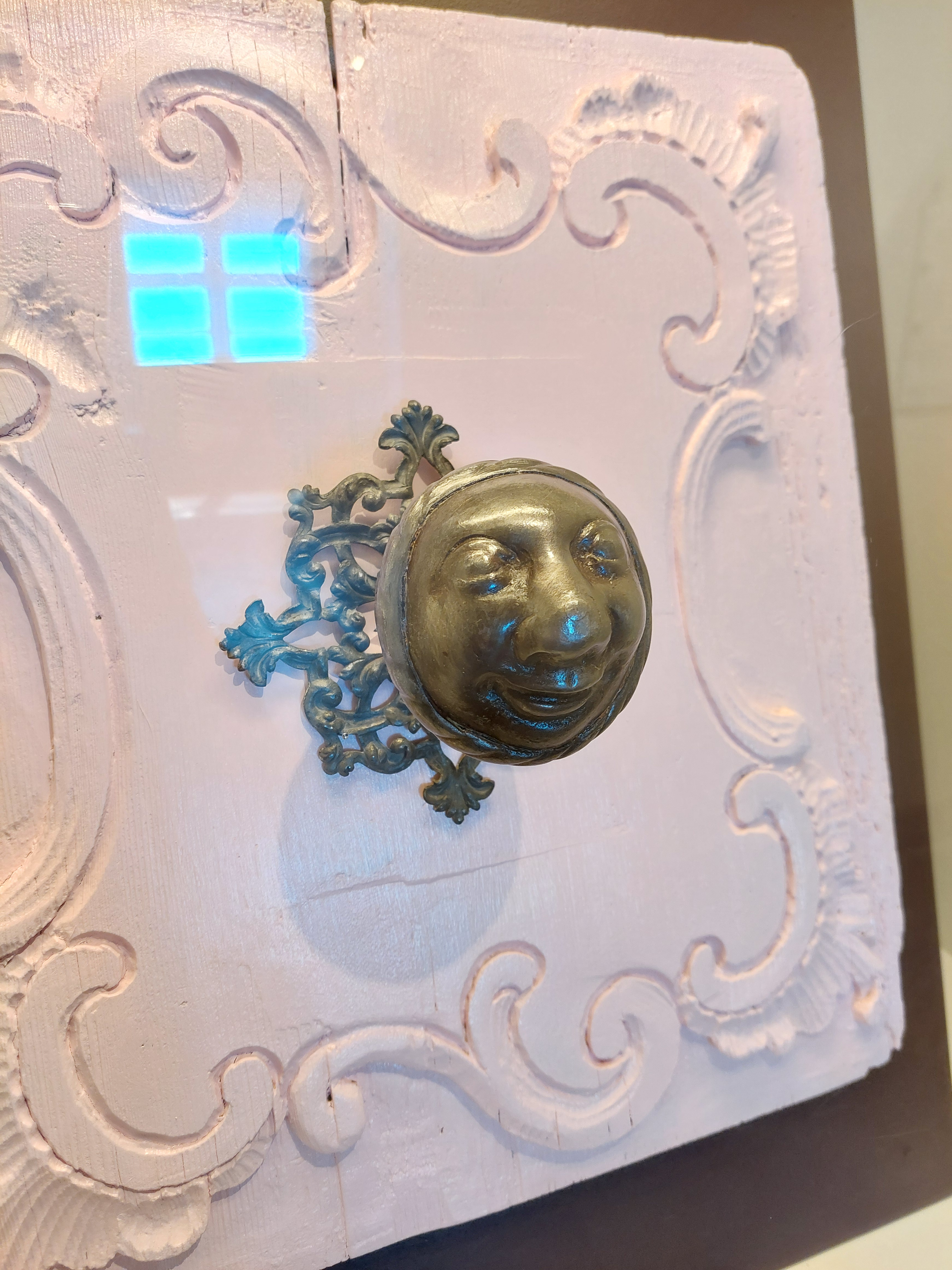
Original Äpfelweib im Historischen Museum

Das Apfelweibla (fränkisch: Apfelweibchen) ist ein Türknauf mit der Darstellung einer älteren Frau in der Bamberger Altstadt. Das Original besteht aus verzinntem Eisenblech und wird auf einen Entstehungszeitraum um 1720 geschätzt. Um dieses Original vor eventuellem Diebstahl oder anderweitigen Beschäftigungen zu schützen, wurde es Ende der 60er Jahre ins Museum verbracht und vor Ort durch einen Bronzeabguss ersetzt.

## Geschichte
Das Original befindet sich heute im Bamberger Historischen Museum. Am ursprünglichen Standort, der Eingangstür zum Haus Eisgrube 14, ist eine Nachbildung angebracht.
Der Türknopf ist deshalb so bekannt, weil ihn der Dichter und Theaterdirektor E. T. A. Hoffmann in seiner 1813 in Dresden geschriebenen Erzählung Der goldne Topf beschreibt. E. T. A. Hoffmann besuchte in seiner Bamberger Zeit regelmäßig seinen Freund Carl Friedrich Kunz (1785–1849) in dessen Wohnhaus in der Eisgrube 14. Nachdem Kunz zunächst nur als Weinhändler tätig gewesen war, gründete er 1814 einen Verlag und gab als erster Verleger überhaupt Hoffmans Phantasiestücke heraus.
In der Geschichte stößt der Student Anselmus den Korb einer alten Apfelhändlerin um. Er rennt weg und hält erst am Ende einer Allee unter einem Holunderbusch an. Durch Zufall lernt er den Registrator Heerbrand kennen, der ihm eine Anstellung bei dem Geheimen Archivarius Lindhorst verschafft. Als er dort seinen ersten Arbeitstag beginnen will, erscheint ihm das alte Äpfelweib im Türklopfer und er fällt vor Schreck in Ohnmacht:
„Da stand er nun und schaute den großen schönen bronzenen Türklopfer an; aber als er nun auf den letzten die Luft mit mächtigem Klange durchbebenden Schlag der Turmuhr an der Kreuzkirche den Türklopfer ergreifen wollte, da verzog sich das metallene Gesicht im ekelhaften Spiel blauglühender Lichtblicke zum grinsenden Lächeln. Ach! es war ja das Äpfelweib vom Schwarzen Tor!“
Im weiteren Verlauf des Kunstmärchens zeigt sich, dass die Figur des Äpfelweibes (die in allerlei verschiedenen Gestalten auftritt) eine Widersacherin des Archivarius Lindhorst ist. Diese habe „sich bronzieren lassen“ um als Türknauf dem Archivarius angenehme Besucher von dessen Haustüre zu verscheuchen. In einer späteren Szene, als der Student Anselmus das Haus des Archivarius erneut aufsucht, wird er dort wieder vom Äpfelweib in Form des Türknaufs empfangen. Dieses Mal ist er jedoch gewappnet und bespritzt das Gesicht mit einem ätzenden Liquor, den er zuvor vom Archivarius erhalten hatte, worauf dieses verschwindet:
„Erhob sich denn nicht auch wirklich gleich die spitze Nase, funkelten nicht die Katzenaugen aus dem Türdrücker, als er ihn auf den Schlag zwölf Uhr ergreifen wollte? – Da spritzte er, ohne sich weiter zu bedenken, den Liquor in das fatale Gesicht hinein, und es glättete und plättete sich augenblicklich aus zum glänzenden kugelrunden Türklopfer.“

## Popularität

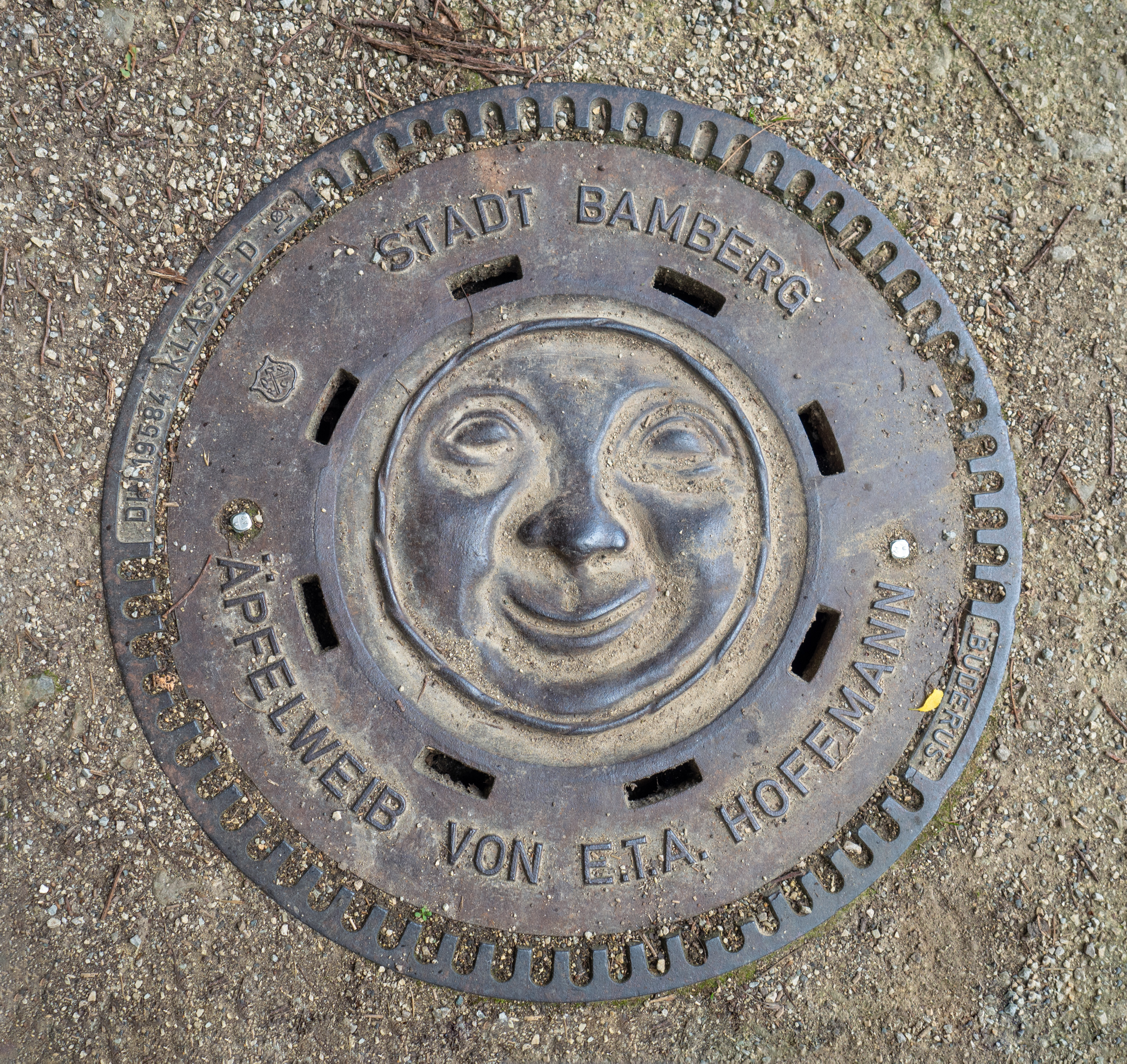
Bamberger Kanaldeckel mit dem Abbild des Äpfelweibes

Als eine Art Maskottchen oder Sinnbild für die Stadt Bamberg hat es das Äpfelweib zu einiger Bekanntheit gebracht. So wird der Türknauf etwa auf zahlreichen Flyern des Museums abgebildet aber auch losgelöst davon von Bamberger Unternehmen oder Einrichtungen verwendet. Im Handel sind sogar Backformen oder Pralinen in Form des Äpfelweibes erhältlich. Ebenso werden Nachbildungen des Türknaufs vertrieben. Es existiert auch ein vom Bürgerparkverein Bamberg gestifteter Kanaldeckel mit dem Gesicht des Äpfelweibes.